# Cosmești (Teleorman)
Cosmești es una comuna ubicada en el distrito de Teleorman, Rumania.

## Superficie
Posee una superficie de 63,70 kilómetros cuadrados.

## Demografía
Hasta 2021 la población era de 2357 habitantes, con una densidad de población de 37,00 habitantes por kilómetro cuadrado.